# 達摩計劃

達摩計劃任務方針影片的片頭畫面，在《迷失》中「任務方針」（Orientation）劇集裡出現

「斯里蘭卡影片」（Sri Lanka Video）的畫面擷圖，是作為迷失體驗（Lost Experience）的一部份釋出，顯示了達摩計劃的全名

達摩計劃（DHARMA Initiative）是一個在美國電視影集《迷失》（Lost）中出現的虛構研究計劃。計劃的全名為Department of Heuristics And Research on Material Applications Initiative（直譯為：資料應用研究與啟發法機構部門）。是在影集第二季「任務方針」（Orientation）一集中首次登場。

## 背景
在小島上的地底碉堡中找到的任務方針（Orientation）影片，揭開了更多關於達摩計劃的詳細內容，其中講述了第三基地「天鵝」（The Swan）的目的和運作方式。影片最後版權宣告中的日期為1980年，並有「6之3」（3 of 6）的標示。馬文·坎多博士（Marvin Candle，由柬埔寨裔演員François Chau飾演）擔任這段影片的旁白，而影片中有多段內容明顯受損或經過剪接。

在第三基地「天鵝」任務方針影片中出現的傑洛德·高特

這段影片提供了達摩計劃的背景歷史。其中宣稱該計劃是由密歇根大学的博士候選人凱倫（Karen）和傑洛德·高特（Gerald de Groot）在1970年成立，並由漢索基金會（Hanso Foundation）提供財務支援。達摩計劃集結來自全球的「科學家和自由思想家」在一個「大型的集體研究設施」，進行多方面的研究計劃，包含氣象學、心理學、超心理學、動物學、電磁學，此外還有一個在影片中以「烏托邦社會…」作為開頭的項目，但在講完之前就被切斷。此外，影片中提及了美國心理學家及《桃源二村》（Walden Two）一書的作者B.F.斯金纳（B.F. Skinner），宣稱他對傑洛德的工作帶來影響。
在機尾部份生還者居住的另一個廢棄基地中，伊高先生找到了影片的另一部份。在「陰魂不散」（What Kate Did）一集中，影片的一部份被藏在一本聖經後面，約翰·洛克將它剪接進原本的任務方針影片中。這段影片中表示不可以使用電腦系統與外界連絡。
在第二季的最後一集「同生不共死」（Live Together, Die Alone）中，揭露了這段影片是被之前居住在天鵝基地的人所剪掉。
在「問號」一集中，艾可先生和洛克發現了第五基地「珍珠」，這座基地也有一卷任務方針影帶，描述珍珠基地的作用。同時影片中也有標示為1985年的版權宣告。旁白者明顯是馬文·坎多（Marvin Candle），但在影片中他自稱馬克·維克曼博士（Dr. Mark Wickmund）。根據這段影片，珍珠基地是為了觀測並記錄島嶼上的其他基地。影片中解釋其他基地正在進行心理學的實驗，基地中的團隊人員認為他們自己正在進行一件非常重要的任務。
派駐在珍珠基地的達摩計劃成員，必須在監視站中記錄下「天鵝基地」中發生每一件事情。記載這些事項的筆記本是透過一個氣動傳輸管（pneumatic tube）傳送出去。這根管子通往島上一個神祕偏遠的地方，在那裡堆放著大量似乎未被翻閱過的筆記本。
在「迷失體驗」（Lost Experience）虛擬現實遊戲（ARG）中，達摩計劃是為了要找到改變「Valenzetti Equation」的辦法，這是一個設計用來預測世界末日的數學方程式。然而，一名漢索基金會的成員湯瑪士·美泰爾沃克（Thomas Mittelwerk）在稍後表示「達摩計劃宣告失敗」。

## 研究基地
達摩計劃在島嶼上及島外有數座研究基地，皆是隱藏起來或位於地底的設施。第一個被生還者發現的基地是「第三基地」或稱「天鵝」（The Swan），他們稱呼這個基地為「密艙」（the hatch）。他們佔用了這座基地直到第二季基地被毀結束為止。此外還有其他不同基地陸續被發現。
分佈島上及島外的基地各有不同用途，暫時已經出現的達摩計劃基地有：

### 島內範圍
- 「天鵝」（The Swan）
  - 「天鵝」站是用於對電磁力量研究、遏制。由洛克、布恩所發現。現已被毀。
- 「珍珠」（The Pearl）
  - 「珍珠」站是用於心理研究、觀察。先由妮姬和保羅所發現，後被洛克和伊高先生所發現。現被廢棄。
- 「箭頭」（The Arrow）
  - 「箭頭」站是用於情報收集、防禦策略研究。由機尾生還者所發現。現被廢棄。
- 「權杖」（The Staff）
  - 「權杖」站是用於醫療，由凱特、克萊爾和盧梭所發現。現被廢棄。
- 「火燄」（The Flame）
  - 「火燄」站用於對島內、島外通訊。由凱特、洛克、薩伊德和盧梭所發現。現已被毀。
- 「窺鏡」（The Looking Glass）
  - 「窺鏡」站是用於封鎖訊號、作為聲納燈塔。由查理和德斯蒙德發現。現被廢棄，部份被毀。
- 「蘭花」（The Orchid）
  - 「蘭花」站是用於對時空穿梭的研究、偽裝為對植物研究。由班、赫利和洛克所發現。現被廢棄。
- 「暴風雨」（The Tempest）
  - 「暴風雨」站是用於生產毒氣、偽裝成為島上的發電站。由夏洛特、丹尼爾和茱莉葉所發現。現被廢棄。

### 島外範圍
- 「九頭蛇」（The Hydra）
  - 位於副島、用於動物學研究。由傑克、凱特和索耶所發現。現被廢棄。
- 「燈柱」（The Lamp Post）
  - 唯一已知在兩個島外的基地、用以在不同時間定位小島的位置。由傑克、凱特、班和善華所發現。現正被埃洛伊塞·霍金監管和使用。

每座基地都有一個與名稱相關的標誌：一個以八卦為基礎的八角形，在中心位置有一個特殊的符號。

## 其他
- 達摩計劃的標誌出現在「漂流」一集中攻擊麥可和索耶的鯊魚背脊上。在第二季DVD的特別收錄中解釋這僅是一個「彩蛋」，與故事主線並沒有任何關係，也不是刻意要被觀眾所看見。
- 馬文·坎多的左手臂在整部影片中從未移動過，而影集製作人戴蒙·林道夫（Damon Lindelof）和執行製作卡爾頓·克斯（Carlton Cuse）證實坎多的左手是義肢。[4]然而在第二季的問號（?）一集中，他在第二支任務影片中出現，其中他自稱「Mark Wickmund」，而且雙手合掌，同時使用了兩隻手臂。
- 在虛擬現實遊戲「迷失體驗」（Lost Experience）中，飾演漢索基金會人員休·麥可林泰瑞（Hugh McIntyre）的演員在電視節目《吉米·坎摩尔直播秀》接受專訪，他並宣稱達摩計劃在1987年就已經終止。[5]
- 達摩（Dharma）也是一個梵語的單字，在佛教和印度教等宗教中有許多不同的含意，包含「自然法則」、「真實」、「事實」和「任務」等解釋。
- 與梵語之間的關連在第二支任務方針影片中出現了更顯著的證據，影片中的解說者稱呼自己為「Mark Wickmund」，並合掌說出「那摩斯戴」（Namaste），這是印度語/梵語中傳統的問候語。
- 「其他人」（Others）進行的葬禮是印度的一種傳統，將死者的遺體放在水面上任其漂流。